# François-Xavier Riehl
Pour les articles homonymes, voir Riehl.
François-Xavier Riehl, né le 5 janvier 1835 à Kuttolsheim et mort le 23 juillet 1886 à Chevilly-Larue,  – également connu sous le nom de Mgr Riehl – est un évêque et missionnaire catholique français, membre de la congrégation du Saint-Esprit, vicaire apostolique de Sénégambie (actuel Sénégal), et préfet apostolique du Sénégal de 1883 à 1886.

## Biographie
Il est né le 5 janvier 1835 à Kuttolsheim (Bas-Rhin). Il est le fils de François Joseph Riehl et de Anne Barbe Adam. Il descend de la lignée des meuniers Riehl ayant exercé leur métier à Kuttolsheim. 
Devenu missionnaire en Afrique, il apprend des langues indigènes telles que le wolof et le serère et il compose des ouvrages religieux dans ces langues. 
Il meurt le 23 juillet 1886 à Chevilly-Larue (aujourd'hui dans le Val-de-Marne), quelques mois après son retour en France pour raisons de santé.